# 长尾束腰蟹
长尾束腰蟹（学名：[Somanniathelphusa longicaudus] 错误：{{Lang}}：文本有斜体标记（帮助））为束腹蟹科束腰蟹属的动物。在中国大陆，分布于广西等地，一般栖息于坑塘泥洞中。